# Rien ne sera plus jamais comme avant
Rien ne sera plus jamais comme avant (The End of Serialization as We Know It en VO) est le dixième et dernier épisode de la saison 20 de la série télévisée d'animation américaine South Park, et le 277e épisode de la série globale. Il est diffusé pour la première fois le 7 décembre 2016 sur Comedy Central. L'épisode, tout en concluant l'intrigue de la saison, revient sur une de ses thématiques centrales, à savoir les méfaits de l'anonymat et du trollage sur Internet.

## Résumé
Le centre SpaceX a fini d'utiliser les recherches d'Heidi Turner pour créer une source d'énergie massive qui facilitera grandement le transport vers Mars. Mais pensant qu'Heidi a l'intention de lui briser le cœur, selon sa perception biaisée, Cartman tente de convaincre des membres du personnel de SpaceX d'annuler le projet Mars en expliquant que ses visions de la vie sur une colonie martienne se sont terminées par l'asservissement des hommes par les femmes.
Kyle et Ike ont recruté tous leurs camarades de classe restants pour redémarrer le réseau de trolls de Piègeàmorues42 (ShankHunt42 en VO). Cependant, leur mère Sheila s'échappe du garde-manger dans lequel elle était auparavant enfermée, forçant Kyle et Ike à s'échapper en utilisant un système Fulton. Alors qu'elle les cherche à travers un South Park en ruines, Sheila se retrouve à la maison des Tuckers où une Laura Tucker désemparée révèle qu'elle a déjà utilisé le site Track Troll (Troll Trace en VO) pour révéler l'histoirique Internet de son mari Thomas. Elle invite Sheila à faire de même. Sheila cherche d'abord des informations sur Ike et découvre qu'il est innocent, mais ne peut se résoudre à faire de même avec son mari Gerald.
Au Pentagone, le gouvernement américain se rend compte que la seule façon d'arrêter Track Troll est de surcharger Internet avec du trollage pour qu'il s'arrête et se réinitialise. Ils se coordonnent avec l'équipe des trolls au Danemark ainsi qu'avec Kyle et Ike pour surcharger le système, mais leurs efforts ne peuvent aboutir sans une source d'énergie massive : celle pour le projet Mars de SpaceX.
Au Danemark, Gerald Broflovski s'échappe de la salle de réunion où il était enfermé avec l'aide de l'équipe de trolls et des employés de Track Troll trahis par leur PDG Lennart Bedrager. Il est guidé à travers l'installation pour surcharger Track Troll, attirant l'attention de Bedrager. Ce dernier confronte Gerald sur un pont menant à l'interrupteur de surcharge final, ce qui entraîne un débat sur la nature du trollage que Gerald "gagne" en donnant un coup de pied dans l'entrejambe de Bedrager et en le jetant par-dessus la balustrade, le faisant tomber vers sa mort. 
Au siège de SpaceX, Cartman évacue Elon Musk et les travailleurs avec une fausse alerte à la bombe de la NASA avant de distraire Heidi assez longtemps pour que Butters et un employé allié de SpaceX installent Internet sur la source d'alimentation du projet Mars.
L'effort combiné fonctionne, détruisant Track Troll et SpaceX et interrompant Sheila avant qu'elle puisse terminer sa recherche sur Gerald. La vie revient à la normale à travers le monde alors que le Président Garrison prend place dans le bureau ovale devant une armée de mémo-myrtilles. Gerald rentre chez lui avec une Sheila inconsciente et des Kyle et Ike furieux. Un vieil homme de Floride envoie le premier e-mail du "nouvel Internet" pour troller son ami.